# متلازمة شيرغ ستراوس
متلازمة شيرغ ستراوس (المعروفة أيضا باسم «الحساسية الحبيبية» ) هي التهاب الأوعية الدموية الآنْضِدَادِي (المناعة الذاتية) في الأوعية المتوسطة والصغيرة، ويؤدي إلى النخر. أنها تشمل أساسا الأوعية الدموية في الرئة (تبدأ كنوع حاد من الربو)، والجهاز الهضمي، والأعصاب الطرفية، ولكن تؤثر أيضا على القلب والجلد والكليتين. وهي من الأمراض النادرة غير القابلة للوراثة وغير المنقولة. اعتبرت متلازمة شيرغ ستروس ذات مرة نوع من التهاب الشرايين العقدي المتعدد نتيجة لتشكلهما (علم التشكل) المماثل.
وقد وصفت المتلازمة لأول مرة لأول مرة من قبل الطبيبين جاكوب شيرغ ولوته شتراوس في مستشفى ماونت سيناي في مدينة نيويورك عام 1951.

## التشخيص
علامات التشخيص تشمل الخلية الحمضة المحببة والأورام الحبيبية في الأنسجة المتضررة والأجسام المضادة الهيولية المضادة للخلايا الحبيبية العدلة (ANCA) ضد الخلايا الحبيبية العدلة(العدلات). تمييزها من الورم الحبيبي فاغنر ليس صعبا. هناك علاقة وثيقة بين فيجنر و c-ANCA (الأجسام المضادة الهيولية المضادة للخلايا الحبيبة العدلة)، في حين ان شيرغ ستروس يظهر ارتفاع في p-ANCA (الأجسام المضادة الهيولية المضادة للخلايا الحبيبة العدلة المحيطة بالنواة).

## مراحل المرض
هذا المرض له ثلاثة مراحل متميزة:
- المرحلة الأولى غالبا ما تشمل الجيوب الأنفية وظهور الحساسية لم تكن موجودة مسبقا أو تفاقم الحساسية الموجودة مسبقا.
- تتضمن المرحلة الثانية ظهور الربو الحاد. وفي العادة، فإن الشخص المريض لا يكون لديه في السابق مرض الربو.
- المرحلة الثالثة والأخيرة تتضمن أجهزة الجسم المختلفة. المرحلة الثالثة أكثر تهديدا للحياة وايلاما إلى حد بعيد. وغالبا ما تتطور آلام عصبية شديدة للشخص المريض في الساقين والذراعين واليدين. وسوف تظهر علامات بنفسجية على الجلد وغالبا ما تظهر القروح في الفم أو الأنف. يمكن أن يؤثر المرض على القلب والرئتين والكلى والكبد والجهاز الهضمي.

يستطيع الناس العيش لسنوات عديدة في المرحلتين الأوليتين قبل التقدم إلى المرحلة الثالثة.

## تقسيم المخاطر
طورت مجموعة دراسة التهاب الأوعية الدموية الفرنسية تقييم النقاط الخمسة («تقييم العوامل الخمسة» أو FFS) الذي يتنبأ بخطر الموت في متلازمة شيرغ ستروس. وهي (1) انخفاض وظيفة الكلى (الكرياتينين> 1,58 ملغ / ديسيلتر أو 140 مايكرو مول/لتر), (2) بروتينية (> غم/ 24 ساعة)، (3) نزيف الجهاز الهضمي، الاحتشاء أو التهاب البنكرياس، (4) اصابة الجهاز العصبي المركزي أو (5) اعتلال عضلة القلب. وجود إحدى هذه المؤشرات يكون دلالة على شدة المرض (معدل الوفيات في خمس سنوات 26 ٪) ومؤشرين أو أكثر تدل على حالة المرض الشديد (معدل الوفيات 46 ٪)، في حين ان غياب أي من هذه العوامل الخمسة يشير إلى حالة أكثر اعتدالا (معدل الوفيات 11,9 ٪).

## العلاج
علاج متلازمة شيرغ ستراوس يشمل الجلوكوكورتيكويدز مثل البريدنيزولون والأدوية المثبطة للمناعة الأخرى مثل آزويثوبرين وسيكلوفوسفاميد. وفي كثير من الحالات يمكن لهذا المرض أن يوضع في موضع التنفيذ مع نوع من المهدئات الكيميائية من خلال العلاج بالعقاقير، ولكن هذا المرض مزمن ومستمر مدى الحياة.
وأشارت المراجعة المنهجية التي أجريت في 2007 على ضرورة معالجة جميع المرضى المصابين بجرعة عالية من الستيرويدات، ولكن ينبغي البدءبمعالجة المرضى الذين تقييم حالتهم حسب تقييم العوامل الخمسة 1 أو أكثر باستخدام علاج نبض السيكلوفوسفاميد، مع 12 نبضة تؤدي إلى حالات الانتكاس أقل من 6. يمكن الحفاظ على تخفيف الألم مع عقار أقل سمية، مثل الآزويثوبرين أو الميثوتركسيت.

## مونتيلوكاست
لاحظت دراسة حالة في عام 2000 «رد فعل ملحوظ وشديد للالتهابات ويتميز بفرط الحمضات والتهاب كبيبات الكلى»، وتساءلت عما إذا كان هذا «قد نتج عن العوامل المضادة لمستقبلات الليكوترين، مونتيلوكاست.» بحث الباحثون عن الصلات بين العقاقير مثل مونتيلوكاست (سينجولير)  ومتلازمة شيرغ ستراوس، وهذا في دراسة أخرى في عام 2000، ولم يجد الباحثون علاقة بين السبب والنتيجة، وكتبوا: «يبدو أن حدوث متلازمة شيرغ ستراوس في مرضى الربو المستقبلين معدلات الليكوترين ذو صلة للكشف عن متلازمة الالتهاب الوعائي الكامن والذي عرّف في البداية سريريا كمرض الربو المعتدل إلى مرض الربو الحاد ويتم علاجه بالستيرويدات القشرية. لا يبدو أن مونتيلوكاست يسبب المتلازمة في هؤلاء المرضى بشكل مباشر.» دراسة حالة في عام 2006 لم تكن حاسمة ولكن اقترحت ضرورة إجراء المزيد من البحوث.

## المرضى المشاهير
مذكرات المريض، التي كتبها الموسيقار بن وات، تتناول تجربة وات في منتصف 1990 مع متلازمة شيرغ ستروس، وتماثله إلى الشفاء. كانت حالة وات غير عادية حيث أن جهازه الهضمي تأثر بشكل رئيسي، تاركا رئتيه غير متأثرتين إلى حد كبير، وهذا العرض غير العادي ساهم في تأخير التشخيص المناسب. وتطلب علاجه إزالة أجزاء كبيرة من الأمعاء النخرية، تاركا وات في نظام غذائي مقيد بشكل دائم.
عمر موسى يارادوا، رئيس نيجيريا في الفترة من 2007-2010، تواردت التقارير انه يعاني من متلازمة شيرغ ستروس وتوفي في مكتب مضاعفات هذا المرض.
تم تشخيص مقدم الأغاني المسجلة (دي جي) والكاتب تشارلي جيليت بمتلازمة شيرغ ستراوس في عام 2006، وتوفي بعد أربع سنوات.

## وصلات خارجية
- [وصلة مكسورة] - الوصلة المتوسطة لطب الجهاز العصبي الملخص السريري
- 13631492 في مفكرة المُمارِس العام